# Lorrainekorset
Lorrainekorset (eller lothringenkorset) er et kors med to tværbjælker, der er lige lange og deler korsets stamme i tre omtrent lige lange dele. Den øverste tværbjælke kan også være lidt kortere end den nederste, og stammens nederste stykke kan være længere.
Korset indgår i Lothringens våben. I det våben er den øverste bjælke kortere end den nederste. Under anden verdenskrig anvendte de frie franske styrker symbolet.
Lorrainekorset er et symbol for franskhed og ses på frimærker. Det er Jeanne d'Arcs symbol. Efter Frankrigs kapitulation i anden verdenskrig blev korset symbol for De Frie Franske. Det var den franske admiral Émile Muselier, der foreslog Lorrainekorset som symbol for DFF – både af historiske grunde og for at have et mod hagekorset.
Den 79. infanteridivision i den tyske hær benyttede symbolet under 2. verdenskrig. Det skyldtes at dens første kampindsats var angrebet på Lorraine.

## Anden brug af Lorrainekorset
- Den internationale tubekulosekonference i Berlin 1902 valgte Lorrainekorset som symbol for kampen mod tuberkulose.
- Flere religiøse eller æventyrsforeninger anvender korset som fx Tempelherreordenen Arkiveret 18. maj 2008 hos  Wayback Machine i Sverige.

## Øvrigt
- Se også Patriarkalkors – et lignende kors, som benyttes i en række andre lande, bl.a. i det slovenske flag. Det findes brugt i fx Ungarn, Polen, Litauen m.fl.